# Alberto Perazzo
Alberto Orlando Perazzo (Buenos Aires, 4 de febrero de 1935-Buenos Aires, 13 de enero de 2018) fue un futbolista argentino que se desempeñó como delantero en San Lorenzo de Almagro y en Argentinos Juniors de su país, y en Independiente Santa Fe de Colombia. Es considerado uno de los mejores delanteros de la historia de ese club. Uno de sus hijos es Wálter Perazzo exfutbolista y actual director técnico.

## Trayectoria

### Inicios
Alberto Orlando "Totogol" Perazzo nació en la ciudad de Buenos Aires. Allí, empezó a jugar a fútbol en las divisiones inferiores del club San Lorenzo de Almagro. En los equipo juveniles, tuvo buenos partidos y fue ascendido a la nómina profesional.

### San Lorenzo de Almagro
En 1955 debutó como futbolista profesional con la camiseta de San Lorenzo, donde jugó algunos partidos y marcó goles.

### Argentinos Juniors
En 1958, luego de un tiempo sin jugar profesionalmente, consiguió un contrato con Argentinos Juniors. Allí jugó varios partidos y marcó algunos goles, llegando a tener un buen nivel y destacándose dentro de la nómina. 

### Independiente Santa Fe
A principios de 1959, el presidente del Club Independiente Santa Fe el doctor Jorge Ferro, se fue a Argentina en busca de jugadores para el equipo de la ciudad de Bogotá. Después de su viaje por el territorio argentino, llegó a Colombia con su compatriota y también delantero Osvaldo Panzutto. También llegó Perazzo, ya que iba a firmar con el Deportivo Independiente Medellín, pero unas llamadas y charlas con Juan José Ferraro y la dirigencia de este último club hicieron que se quedara en Bogotá. Desde su llegada al Fútbol Profesional Colombiano, Perazzo empezó a destacar con la camiseta de Santa Fe. En su primer año en Colombia, tuvo muy buenos partidos y anotó varios goles. Al año siguiente, en 1960, el entrenador argentino Julio Tócker regresó a dirigir al conjunto cardenal y gracias a su insistencia y al esfuerzo de la dirigencia, se conformó una gran delantera con los argentinos Osvaldo Panzutto, Ricardo Campana, el mismo Perazzo y Miguel Resnik, además del colombiano Héctor "Zipa" González. A finales del año, el conjunto albirrojo ganó su tercer título en la historia del Fútbol Profesional Colombiano, y tuvo a Perazzo dentro de sus máximas figuras. Un año después (1961), Santa Fe jugó por primera vez la Copa Libertadores de América y llegó hasta las semifinales. Dentro de los destacados del equipo en el torneo internacional, se encontraba Perazzo. Luego de una muy buena participación en la copa, siguió siendo figura junto a su compatriota Osvaldo Panzutto, haciendo una gran dupla en el ataque. Su etapa en Santa Fe, iba a ser hasta finales de 1963 cuando después de ser campeón, figura e ídolo de la hinchada, se retiró del fútbol profesional.

## Legado familiar
No fue el único futbolista en su familia, ya que sus grandes actuaciones con la camiseta de Independiente Santa Fe motivaron a su hijo Wálter Perazzo a jugar al fútbol. Wálter nació en Colombia mientras él jugaba en Santa Fe, fue campeón con Estudiantes de La Plata y jugó para Santa Fe durante un semestre en 1983. Alberto falleció el 13 de enero de 2018 a las 21:30 víctima de un paro cardiorrespiratorio en el Hospital Santojanni de Buenos Aires.

## Clubes
| Club                   | País      | Año       |
| ---------------------- | --------- | --------- |
| San Lorenzo de Almagro | Argentina | 1955      |
| Argentinos Juniors     | Argentina | 1958      |
| Independiente Santa Fe | Colombia  | 1959-1963 |

## Palmarés

### Campeonatos nacionales
| Título                | Club     | País     | Año  |
| --------------------- | -------- | -------- | ---- |
| Campeonato colombiano | Santa Fe | Colombia | 1960 |

### Distinciones individuales
| Distinción                         | Año  |
| ---------------------------------- | ---- |
| Goleador del Campeonato colombiano | 1961 |